# Carlo Bordini
Carlo Bordini (Roma, 2 de setembre de 1938 - Roma, 10 novembre 2020) va ser un historiador i un poeta italià contemporani.

## Biografia
Militant trotskista als anys 1960, Carlo Bordini era investigador en història a la Universitat de Roma La Sapienza on s'havia especialitzat en la història de l'amor i de la família al segle xviii.
Influït per Guillaume Apollinaire, és a l'origen d'un corrent de poesia narrativa, que compta amb altres representants importants com Mauro Fabi (nascut a Roma l'any 1959) i Andrea Di Consoli (nascut a Zúric l'any 1976).
Proper a Luigi Ghirri i Giorgio Messori, comparteix amb aquest fotògraf i aquest escriptor la investigació de la senzillesa. Va tornar a donar a aquesta noció lligada a la filosofia clàssica, mística o metafísica, una dimensió humanista que s'apropa a la vegada a l'ideal del Renaixement - a l'informe investigat entre microcosme i macrocosme- i als descobriments científics contemporanis - als quals fa referència al seu poema Pols.
També va escriure una novel·la, Gustavo, que conta la història d'un home que abandona una dona i cau a poc a poc en la bogeria.
Carlo Bordini va compondre amb la pintora Rosa Foschi Patella, el llibre d'artista Polvere, i amb el músic Patrizio Esposito, Voyage 5, e Mas($)acro, òpera pop.
Va ser un dels fundadors de l'editorial Aelia Laelia, on va publicar Appunti sparsi e persi d'Amelia Rosselli. Es va ocupar de la secció « poesia » del festival Negramaro a Lecce l'any 2008. Va participar al 46e Col·loqui internacional de l'associació d'escriptors de Sèrbia (Belgrad 2009).
Carlo Bordini col·labora a l'Unità, a les revistes Poesia i Sagarana. Va participar, l'any 2007, al XV Festival internacional de Poesia de Bogotà i a l'IV Festival Internacional de Poesia de Granada (Nicaragua) l'any 2008.
Finalment ha escrit curts assajos sobre Pier Paolo Pasolini i Luigi Ghirri.